# Resistance (album de Mika Nakashima)
Pour les articles homonymes, voir Resistance.
Albums de Mika Nakashima
TRUE
(2002) Love
(2003)
Resistance est le 1ermini album de Mika Nakashima, et peut être considéré comme son deuxième album, sorti sous le label Sony Music Associated Records le 7 novembre 2002 au Japon ; trois mois seulement après son premier album TRUE. Il atteint la 1re place du classement de l’Oricon. Il se vend à 132 150 exemplaires la première semaine, et reste classé 6 semaines, pour un total de 199 965 exemplaires vendus. Ce mini album est également sorti à Hong Kong et en Corée.
Heaven on Earth (EP Version) a été utilisé pour la publicité de Kanebo Kate. Resistance a été utilisé pour la publicité de la Confiserie Meiji, et cette chanson réapparaîtra sur l’album suivant, LOVE.

## Liste des titres
| 1. | Resistance                   | Yasushi Akimoto, Mika Nakashima | Seikou Nagaoka       | 4:51 |
| 2. | Heaven on Earth (EP Version) | Ken Kato, Lori Fine (Coldfeet)  | Lori Fine (Coldfeet) | 3:57 |
| 3. | Aroma                        | Mika Nakashima                  | Yoshiko Goshima      | 6:17 |
| 4. | Last Waltz                   | Mika Nakashima                  | Yasunari Okano       | 4:14 |
| 5. | Stars (Live Unplugged)       | Yasushi Akimoto                 | Daisuke Kawaguchi    | 7:10 |
| 6. | Resistance (Instrumental)    | Yasushi Akimoto, Mika Nakashima | Seikou Nagaoka       | 4:51 |

Vinyl
| 1. | Resistance (Extended Version) | Yasushi Akimoto, Mika Nakashima | Seikou Nagaoka |      |
| 2. | Resistance (Instrumental)     | Yasushi Akimoto, Mika Nakashima | Seikou Nagaoka | 4:51 |

| 1. | Heaven on Earth (Extended Version) | Ken Kato, Lori Fine (Coldfeet) | Lori Fine (Coldfeet) |      |
| 2. | Heaven on Earth (Instrumental)     | Ken Kato, Lori Fine (Coldfeet) | Lori Fine (Coldfeet) | 3:58 |